# 마테우르

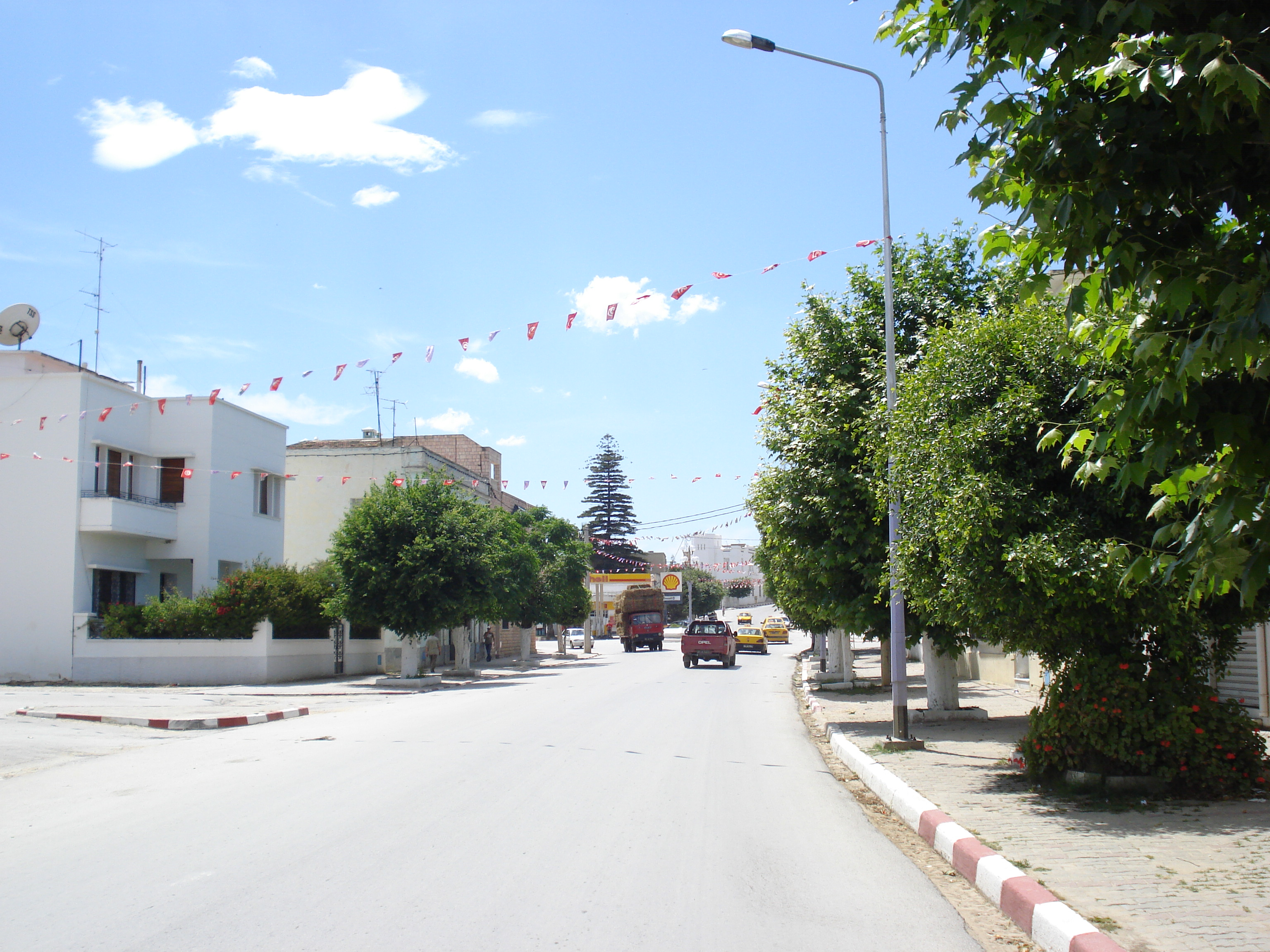
마테우르

마테우르(영어: Mateur, 아랍어: ماطر)는 튀니지 비제르테 주의 도시이다. 인구는 32,546명(2005년)이다.